# Cayo Cilnio Próculo
Cayo o Gayo Cilnio Próculo  fue un senador romano de finales del siglo I, que desarrolló su carrera política bajo los imperios de Vespasiano, Tito y Domiciano.

## Carrera
Su único cargo conocido es el de consul suffectus entre octubre y diciembre del año 87, bajo Domiciano.

## Descendencia
Su hijo fue Cayo Cilnio Próculo, consul suffectus en el año 100, bajo Trajano.